# بووالس
بووالس (به فرانسوی: Buellas) یک کمون در کشور فرانسه است که در canton of Viriat واقع شده‌است.

## خصوصیات
بووالس ۱۰٫۲۱ کیلومترمربع مساحت و ۱٬۶۱۷ نفر جمعیت دارد و ۲۰۰ متر بالاتر از سطح دریا واقع شده‌است.

## خواهرخوانده
شهرهای کووزه و Catalina خواهرخوانده‌های بووالس هستند.